# Rifad Marasabessy
Muhammad Rifad Marasabessy (sinh ngày 7 tháng 7 năm 1999) là một cầu thủ bóng đá người Indonesia hiện tại thi đấu cho Madura United F.C. ở Liga 1 ở vị trí Hậu vệ phải.

## Sự nghiệp

### Madura United
Vào tháng 1 năm 2017, Rifad ký bản hợp đồng 2 năm với Madura United để thi đấu tại Liga 1 2017. Anh ra mắt ở Liga 1 ngày 16 tháng 4 năm 2017 trước Bali United.

## Sự nghiệp quốc tế
Ngày 1 tháng 6 năm 2017, Rifad có màn ra mắt trước U-20 Brasil ở Toulon Tournament 2017 ở Pháp. And Rifad là một trong những cầu thủ tăng cường đội hình của  U-19 Indonesia ở Giải vô địch bóng đá U-18 Đông Nam Á 2017.